# Oecetis barbarae
Oecetis barbarae là một loài Trichoptera trong họ Leptoceridae. Chúng phân bố ở miền Australasia.